# Colegio Estatal de Búfalo

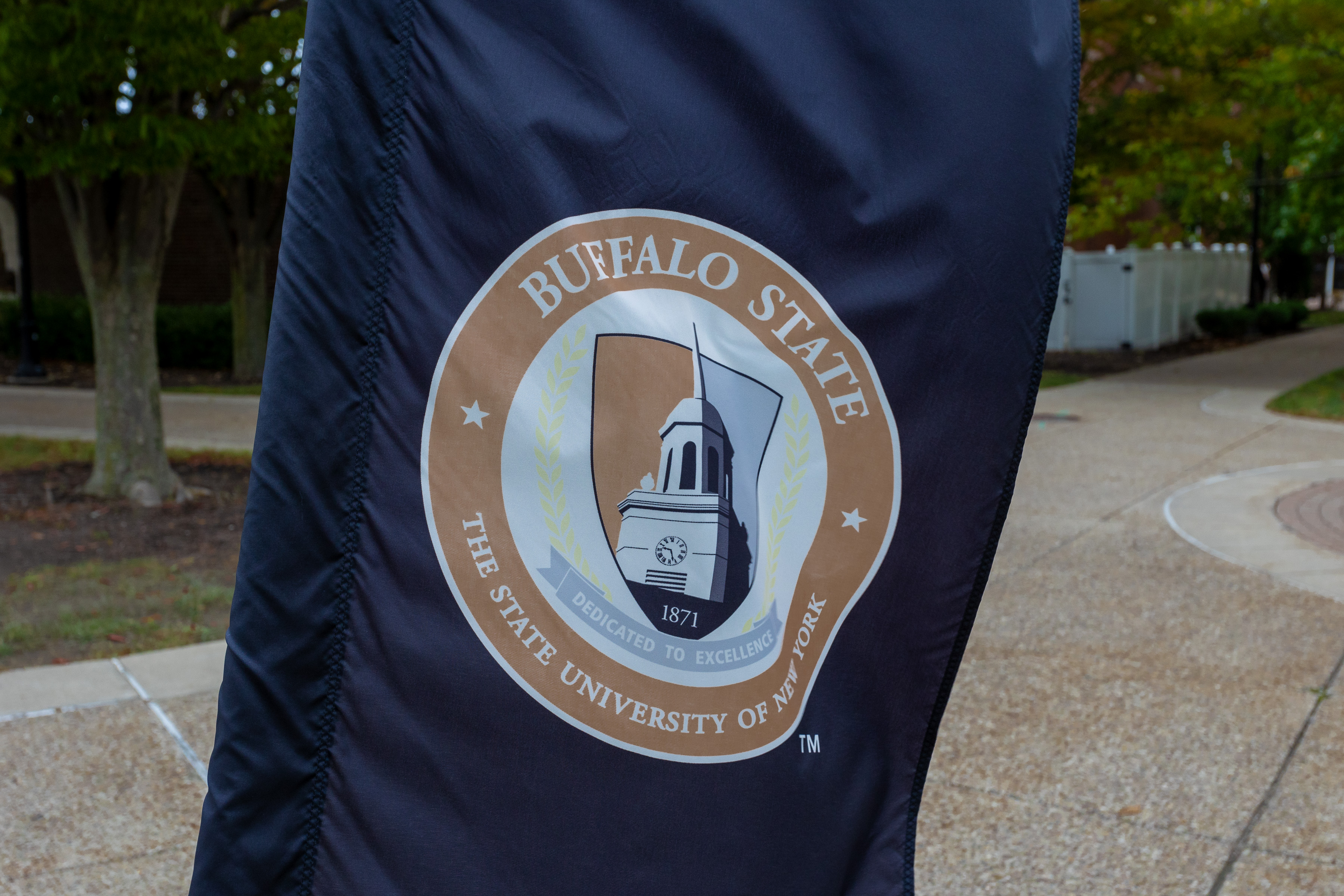
Sello de la Universidad Estatal de Buffalo en una pancarta.

El Colegio de la Universidad Estatal de Nueva York en Búfalo (conocida coloquialmente como Colegio Estatal de Búfalo, Estado Búfalo SUNY, Estado Búfalo o simplemente Estado Buff) es un colegio público en Búfalo, Nueva York. Es parte del sistema de la Universidad Estatal de Nueva York (SUNY). El Colegio del Estado de Búfalo fue fundada en 1871 como la Escuela Normal de Búfalo para capacitar a maestros. Ofrece 79 especializaciones de pregrado con 11 opciones de honores, 11 programas de certificación de profesor de bachillerato de posgrado y 64 programas de licenciados.

## Historia
El Estado de Búfalo fue fundado en 1871 como la Escuela Normal de Búfalo antes de transformarse en la Escuela de Capacitación y Estado Normal (1888–1927), el Colegio de Profesores del Estado en Búfalo (1928–1946), el Colegio para Docentes del Estado de Nueva York en Búfalo (1946–1950), SUNY, Colegio del Estado de Nueva York para Profesores (1950–1951), el Colegio Universitario Estatal para Profesores en Búfalo (1951–1959), el Colegio Universitario Estatal de Educación en Búfalo (1960–1961) y finalmente el Colegio Universitario Estatal en Búfalo en 1961.
Ochenta y seis estudiantes asistieron a la Escuela Normal de Búfalo en el primer día de clases el 13 de septiembre de 1871. El propósito de la escuela fue proporcionar un programa de capacitación uniforme para maestros con el fin servir a la rápidamente creciente población escolar. Hoy, el Estado de Búfalo sigue siendo uno de los 136 colegios en la nación que alberga un programa de preparación para maestros, pero sus ofertas curriculares ahora incluyen más de 250 programas de pregrado y posgrado.
En 1910, se añadió el Departamento de Arte y para 1930 permitió una especialización en la educación artística.
En 1920, cinco estudiantes fundaron una organización que se convertiría en la Fraternidad Nacional Delta Kappa.
Los años de la Segunda Guerra Mundial fueron otro momento de crecimiento para el colegio; en 1944, se fundó el hoy reconocido programa Especial de Educación y en 1948, el primer edificio de dormitorios fue erigido donde actualmente se encuentra Moot Hall. En 1961, el Estado de Búfalo fue la primera institución en el sistema SUNY de ofrecer un programa de estudio en el extranjero, un programa de inmersión de un semestre de duración en Siena, Italia. Los programas internacionales de estudio ahora incluyen intercambio internacional y programas de estudio en el extranjero en Australia, Canadá, Inglaterra, Italia, los Países Bajos, Puerto Rico y España.
En 1964, el Planetario del Colegio del Estado de Búfalo inauguró sus puertas con un domo de 7,31 m (24 pies), y el Dr. James Orgren se convirtió en el director de la instalación en 1966. El 17 de noviembre de 1978, un incendio destruyó la instalación, pero la generosidad de la comunidad permitió que se reabriera el 18 de abril de 1980. En abril de 1982, fue renombrado como Planetario Ferguson Whitworth en honor a su más grande benefactor. En 1984, el Dr. Orgren contrató al Sr. Arthur Gielow como su sucesor. El Sr. Gielow murió en el 2010 y, después de una breve remodelación, el planetario reabrió el 2011 bajo la dirección del Dr. Kevin Williams. En enero del 2013, el planetario organizó una ceremonia de cierre que destacó sus 48 años de historia. Durante 2010-2012, miembros del personal Tim Collins, Stephen Dubois y Terry Farrell crearon muchos programas. En el 2015, una generosa donación permitió que el planetario reabriera con un sistema de domo completo inflable temporal de 6,1 m (20 pies). La nueva instalación domo de 10.7 m (35 pies) abrirá en la fase III del complejo de ciencias y matemáticas, actualmente agendado para el 2019.

## Demografía
Hay inscritos 8,082 estudiantes de pregrado y 1036 estudiantes de posgrado. La población de pregrado (otoño de 2018) fue de un 43 por ciento hombres y 57 por ciento mujeres. La tasa de admisión general de nuevos estudiantes fue de un 62 por ciento (2016). Estudiantes tanto dentro como fuera del estado, así como de otros países, son la fundación del cuerpo estudiantil; muchos estudiantes provienen del área metropolitana de Nueva York.
Más del 80 por ciento de todas las clases en el Estado de Búfalo tienen menos de 40 estudiantes. Clases para carreras de pregrado tienen usualmente entre 12 y 15 estudiantes. A partir del 2016, 49 miembros de la facultad del Estado de Búfalo han sido galardonados con el Premio del Canciller SUNY para la Excelencia en la Enseñanza.

## Académicos
El Estado de Búfalo tiene 79 carreras de pregrado con 11 opciones de honores y 64 oportunidades para estudios de posgrado, incluyendo 11 programas de certificación de maestros. Cincuenta y un miembros de la facultad han sido galardonados con el Premio del Canciller SUNY para la Excelencia en la Enseñanza, y siete han sido honrados como Profesores de Enseñanza Distinguidos SUNY. [14]
Los programas disponibles en el Estado de Búfalo que no son ofrecidos en ninguna otra institución SUNY incluyen educación de adultos, economía aplicada, conservación del arte, diseño de comunicación, creatividad, tecnología textil y de moda, diseño de fibra, química forense, diseño de metal/joyería, administración de educación superior, planificación regional y urbana, y diseño de madera/muebles. El Estado de Búfalo fue la primera escuela en el mundo en conceder una maestría de ciencia en la creatividad. La universidad también ofrece ahora una licenciatura menor en Estudios Creativos. Ambos programas son ofrecidos a través de Centro Internacional para Estudios en Creatividad, que está ubicada en el campus. El Estado de Búfalo tiene 12 centros que promueven el crecimiento y la excelencia.
Otros incluyen:
Centro para el Desarrollo de Servicios Humanos (CDHS). Fortaleciendo los servicios humanos a través de capacitación, asistencia técnica y organizacional; evaluación y tecnología, este centro ofrece un menú comprensivo de programas de gestión, supervisión y programas de capacitación de trabajadores que permiten a los estudiantes aprender sobre como atender más eficazmente a sus futuros clientes.
Centro de Salud e Investigación Social. Trabajando como un componente integral del Estado de Búfalo para proveer colaboración entre estudiantes, profesores y personal en el desarrollo intelectual, este centro trabaja para investigar temas de investigación básicos y aplicados que se hallan entre los más urgentes en la sociedad actual.
Centro de Grandes Lagos. Este centro realiza activamente investigaciones en colaboración con otras instituciones y agencias en los Estados Unidos, Canadá y Europa. La investigación se enfoca principalmente en los Lagos Erie y Ontario y sus afluentes, aunque proyectos nacionales e internacionales también son una prioridad. Los temas de investigación incluyen especies invasoras acuáticas, biodiversidad y conservación de moluscos de agua dulce, estequiometría de nutrientes y presupuestos de lagos, ecología de poblaciones, calidad del agua, química de humedad e hidrología.

## Escuelas
El estado de Búfalo se compone de cinco escuelas: la Escuela de Artes y Humanidades, la Escuela de Educación, la Escuela de Ciencias Sociales y Naturales, la Escuela de Profesiones y la escuela de Posgrado.

## Categoría
El Estado de Búfalo ocupó el puesto 31 en la categoría de las mejores Universidades Regionales de las Escuelas Públicas (Norte) según las "Mejores Universidades 2012" de U.S. News & World Report. Cuando todas las instituciones públicas y privadas son incluidas, el Estado Búfalo ocupa el puesto 110 en las Mejores Universidades Regionales (Norte) de Nivel 1, a partir del 2016. En el mismo reporte en 2012, ocupó el puesto 73 a nivel nacional para escuelas de pregrado en Terapia del lenguaje. El Ranking Web of Universities clasifica al Estado Búfalo en las mejores 4 de 100 universidades de la región Norteña de los Estados Unidos y 1,000 de las 12,000 mejores en el mundo. Las Universidades & Colegios Internacionales clasifica al Estado Búfalo como la 17.ª mejor universidad en el Estado de Nueva York de 145.

## Investigación
A través de la Fundación de Investigación de la Universidad Estatal de Nueva York, el Estado de Búfalo recibe más subvenciones y apoyo a la investigación que todas las universidades SUNY combinadas. Muchos de los miembros de la facultad del Estado de Búfalo realizan investigación aplicada.
Actividades incluyen un simposio anual de investigación estudiantil, un programa de becas de investigación veraniega, un programa de pequeños subsidios para apoyar la investigación del año académico, apoyo a viajes para estudiantes que presenten o desempeñen en conferencias y reuniones profesionales, y oportunidades de desarrollo de la facultad relacionadas con la investigación de pregrado.

## Vida de Campus
Aproximadamente una cuarta parte de los estudiantes del Estado Búfalo viven en campus. El colegio proporciona una variedad de opciones para sus estudiantes residentes. Algunos salones de residencia albergan exclusivamente estudiantes de primer año; algunos albergan una mezcla de estudiantes y algunos están reservados para estudiantes de la división superior. Adicionalmente, hay una mezcla de viviendas especializadas para grupos e intereses específicos. El nuevo complejo de apartamentos estudiantiles, inaugurado en septiembre de 2011, cuenta con 125 unidades de estilo apartamento, cada uno con cuatro dormitorios individuales, dos baños completos, una cocina espaciosa y una sala de estar.
A través de la Oficina de Programas de Intercambio, los Estudiantes del Estado Búfalo pueden estudiar en otros campus en los Estados Unidos, Canadá o en todo el mundo. Estudiantes tienen la oportunidad de unirse a más de 81 organizaciones del campus, incluyendo 22 fraternidades y hermandades y una Organización de Estudiantes Internacionales (ISO).

## Gobierno de Estudiantes Unidos
El Gobierno de Estudiantes Unidos (USG) representa al cuerpo estudiantil en la gobernanza del campus y ayuda a administrar las actividades estudiantiles y las organizaciones. USG proporciona actividades, servicios, y representación estudiantil en el Estado de Búfalo. USG es liderado por una rama ejecutiva de estudiantes elegidos cada año junto a una rama judicial y un senado elegido al mismo tiempo. USG administra y dispersa dinero proporcionado por la tarifa de actividad estudiantil obligatoria para las muchas organizaciones y clubes en el campus.

## Organizaciones de medios
• BSC-TV Canal 3
• WBNY-FM 91.3 (MHz), radio estación dirigida por estudiantes
• The Record, el diario dirigido por estudiantes, fue publicado cada miércoles. Este dejó de ser una publicación impresa en 2016 y se volvió digital solo a partir de 2017.
• The Lens, una revista de arte, cultura y literatura
• 1300 Elmwood, revista para exalumnos y amigos, de publicación bianual

## Arte
El Centro de Arte Burchfield Penney, fundado en 1966, fue trasladado a su nueva instalación de $33 millones en el 2008. El Burchfield Penney presenta el trabajo de los artistas del Oeste Nueva York y alberga una de las colecciones más grandes de trabajo por el acuarelista Charles E. Burchfield (1893-1967). La galería de arte Albright-Knox, que muestra arte moderno y contemporáneo, está ubicado al otro lado de la calle del campus. Los estudiantes pueden comprar pases de descuento en la Unión Estudiantil. Hay también un número de otras galerías de arte cercanas.

## Lista de edificios del campus
La siguiente contiene una lista de todos los centros de estudiantes, alas académicas, edificios de oficina, salones de residencia, etc. En el campus:
- Centro de Visitantes y Exalumnos Jacqueline Vito LoRusso
- Salón Rockwell
- Unión Estudiantil Campbell
- Librería E. H. Butler
- Arena de Deportes del Estado de Búfalo
- Gimnasio Houston
- Edificio de sala de clases
- Edificio de Tecnología
- Salón Buckham
- Centro de Comunicación Bulger
- Complejo de Ciencias y Matemáticas
- Salón Ketchum
- Salón Bacon
- Edificio Donald Savage
- Salón Caudell
- Ala Norte
- Ala Sur
- Edificio Twin Rise
- Salón Bengal
- Salón Bishop
- Salón Neumann
- Salón Perry
- Salón Cassety
- Salón Cleveland
- Salón Moore
- Salón de Moot
- Campus House
- Centro de Arte Burchfield Penney
- Centro Clinton

## Expansión del campus
El Estado Búfalo está experimentando un proyecto de mejora de $350 millones en todo el campus. En el 2011, un Complejo de Apartamentos para Estudiantes de $45 millones fue inaugurado en el lado oeste del campus. Es la más grande adición del Estado Búfalo a las viviendas estudiantiles del campus desde principios de la década de 1970.
Se espera que un nuevo edificio de tecnología de $38 millones alcance la certificación de oro LEED a través del Concilio de Edificios Verdes de Estados Unidos. Una renovación de $103.4 millones y la expansión del Complejo de Ciencias y Matemáticas se está llevando a cabo y esta programada para completarse en el 2017. Otros proyectos de campus incluyen una renovación de $9.5 millones en el tercer piso del Salón Rockwell, una renovación de $5.6 millones en la Unión de Estudiantes Campbell, una rehabilitación de $28 millones del Gimnasio de Houston, una rehabilitación de $9 millones para la torre 4 del salón de residencia y $11.2 millones en reemplazo de utilidades subterráneas en el Rockwell Quadrangle y sus alrededores.

## Atletismo
Los equipos de deportes del Estado Búfalo son conocidos como los Bengalas. El Estado Búfalo compite en 16 deportes universitarios dentro de la División III del NCAA:
| Hombres - Baloncesto - Ciclismo a campo traviesa - Fútbol Americano - Hockey sobre hielo - Fútbol - Natación y buceo - Atletismo | Mujeres - Baloncesto - Porrismo - Ciclismo a campo traviesa - Hockey sobre hielo - Lacrosse - Fútbol - Softbol - Natación y buceo - Atletismo - Voleibol |

El equipo de baloncesto masculino de los Bengalas ganaron un campeonato de la Conferencia Atlética de la Universidad Estatal de Nueva York y avanzaron a los Sweet 16 en el torneo de División III de la NCAA en el 2011. En el otoño del 2012, el equipo de fútbol de los bengalas prevaleció en un dramático revés sobre la Universidad de Winconsin-Whitewater número 1, irrumpiendo en el ranking nacional por primera vez desde el 2000.
Cinco jugadoras de Lacrosse de mujeres de los Bengalas fueron honradas en 2012 por trabajar en la sala de clases mediante la Asociación de Entrenadores del Lacrosse de mujeres Intercolegiales. El equipo de lacrosse de mujeres de los Bengalas colectivamente obtuvo una nota promedio de 3.14 para el semestre de la primavera del 2012, incluye ocho jugadores que obtuvieron 3.50 o más.
Los equipos de hockey sobre hielo masculino y femenino juegan en la Arena de Hielo de 1800 asientos dentro de la Arena de Deportes en el del Estado Búfalo en el campus . La Arena de Hielo sirve como un centro de práctica para los Sables de Búfalo, ha sido sede de los campeonatos de la NJCAA y también es un sitio de acogida para la temporada regular de Hockey de la Escuela Secundaria de la Federación del Oeste de Nueva York y las eliminatorias del campeonato.
En 2019, el equipo de porrismo ocupó el quinto lugar en el campeonato nacional colegial de la NCA en la división DIII intermedia.

### Clubs de deportes
El Estado Búfalo también tiene cuatro clubes deportivos financiados por el Gobierno de Estudiantes Unidos (USG): hockey del club de varones, remo mixto, rugby masculino y rugby femenino.

## Vida griega
El estado de Búfalo tiene una Asociación Inter-Griega para apoyar la operación de fraternidades y hermandades del campus. Las siguientes organizaciones son reconocidas por las escuela:
| Fraternidades - Lambda Sigma Upsilon | Hermandades - Alfa Epsilon Phi - delta Delta Phi Zeta - Hermandad de Sigma Iota Alpha, Inc. - Lambda Pi Upsilon, Latinas Poderosas Unidas, Inc. - Mu Sigma Upsilon - Omega Phi Beta - Omega Phi Chi - Sigma Delta Tau - Sigma Lambda Upsilon - Zeta Phi Beta |

## Alumnos
El estado de Búfalo tiene 100,000 alumnos viviendo en 119 países en todo el mundo. Noventa y siete por ciento vive en los Estados Unidos y 71 por ciento vive en los Estados Unidos. Las cinco carreras más populares entre los alumnos fueron educación primaria (15,538), educación artística (4,249), educación excepcional (4,180), estudios de negocios (3,979) y justicia penal (3,911).

## Graduados notables, facultad y administradores
• Susan Bies, exmiembro de la Junta de la Reserva Federal
    • Byron Brown, actual alcalde de la Ciudad de Búfalo, Nueva York
    • Grover Cleveland, 22° y 24° presidente de los Estados Unidos; miembros de la primera junta de directores de la Escuela Normal de Búfalo (1870); homónimo del Salón de Cleveland, el edificio de administración de la universidad
    • Patrick B. Burke, miembro de la Asamblea del Estado de Nueva York
    • Francine DelMonte, exmiembro de la Asamblea del Estado de Nueva York
    • Beverly Eckert, miembro de comité Directivo Familiar del 11 de Septiembre y copresidente de "voces del 11 de Septiembre"; murió en el vuelo 3407 de Colgan Air
    • Diane English, escritora, guionista, directora de cine
    • Tom Fontana, escritor y productor ganador del premio Emmy
    • David Franczyk, miembro del Consejo Común de Búfalo
    • Bobby Gonzalez, exjefe entrenador del programa de baloncesto masculino en la universidad de Seton Hall
    • Brian Higgins, miembro de la casa de Representantes de los Estados Unidos
    • Muriel A. Howard, presidente de la Asociación Americana de las Universidades y Colegios Estatales, expresidente del Colegio Estatal de Búfalo, y exvicepresidente de la Universidad de Búfalo
    • Sam Hoyt, presidente regional del Desarrollo del Empire State; exmiembro deshonrado de la Asamblea del Estado de Nueva York
    • Sylvia Hyman (B.A. educación artística, 1938), artista de cerámica
    • Carolyn Lamm, socio, White & Case LLP; expresidente, American Bar Association
    • Robert Longo, escultor y pintor
    • Gary McNamara ex locutor en WGR y WBEN; locutor sindicado a nivel nacional, Red Eye Radio, Cumulus Media Networks
    • Kevin O'Connell, locutor, Noticias del Canal 2, Búfalo
    • Sid Parnes, profesor, cofundador del Centro Internacional para los Estudios en Creatividad
    • Crystal Davis Peoples-Stokes, asambleísta del Estado de Nueva York, Distrito 141
    • Ralph Raico, profesor de historia y economista de la Escuela Austriaca
    • John Rzeznik, vocalista principal y guitarrista de la banda de rock nativa de Búfalo Goo Goo Dolls; asistió un año
    • Cindy Sherman, fotógrafo, director de cine y receptor de la beca MacArthur
    • Randy Smith, exjugador de la NBA y anfitrión ejecutivo del casino
    • Robert E. Wright, Presidente de Familia Nef de Economía Política en el Colegio de Augustana (Dakota del Sur)